# Weenzen
Weenzen är en ortsteil i kommunen Duingen i Landkreis Hildesheim i förbundslandet Niedersachsen i Tyskland. Weenzen var en kommun fram till 1 november 2016 när den uppgick i Duingen. Kommunen Weenzen hade 362 invånare 2016.